# Melchor de Navarra y Rocafull

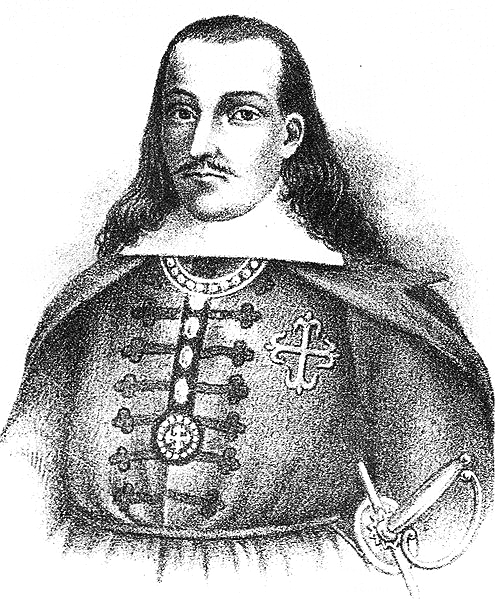
Melchor de Navarra, Herzog von la Palata (Darstellung aus dem 19. Jh.)

Melchor de Navarra y Rocafull, Herzog von la Palata, durch seine Heirat (Iure uxoris) Fürst von Massa und Markgraf (spanisch: marqués) von Tolva (* 1626 in Torrelacárcel, Provinz Aragón, Spanien; † 13. April 1691 in Portobelo, heute Panama) war ein spanischer Kolonialverwalter, der als Vizekönig von Peru amtierte.

## Herkunft und Jugend
Melchor de Navarra entstammte einer Familie des spanischen Hochadels; seine Familie war verwandt mit den Königen von Aragón und Navarra. Er studierte in Oviedo und an der Universität von Salamanca.

## Karriere in Spanien
Seine politische Karriere begann als Assessor der Provinzverwaltung von Aragón; bald darauf erhielt er einen Sitz im Staatsrat von Neapel, das zu jener Zeit unter spanischer Herrschaft stand. Navarra war Mitglied des Ordens von Alcantara. Er amtierte als Vizekanzler der Krone von Aragón und war Mitglied im spanischen Kriegsrat sowie Präsident im Königlichen Rat – und als solcher Mitglied der Regierung, die im Auftrag der Königin Maria Anna von Österreich Spanien verwaltete, solange der König Karl II. noch minderjährig war.
Navarra heiratete Francisca de Tovalto y Aragon, welche die Titel des Fürsten von Massa und Marqués von Tolva in die Ehe brachte.

## Amtszeit als Vizekönig von Peru
Navarra wurde zu Beginn des Jahres 1681 als Generalkapitän und Vizekönig nach Peru entsandt und schiffte sich mit seiner Familie im Januar 1681 von Cádiz aus in die Neue Welt ein. Er erreichte Südamerika im März und blieb zunächst in Cartagena und Portobelo, wo er den Bau der Befestigungsanlagen betreute.
Am 20. November 1681 hielt er seinen feierlichen Einzug in Lima und übernahm vom interimistisch regierenden Erzbischof Melchor Liñán y Cisneros die Amtsgeschäfte.
Während sein Vorgänger sich intensiv mit Fragen des Klerus beschäftigt hatte, widmete sich Navarra vorrangig weltlichen Problemen. 1682 ließ er die Münze in Lima neu errichten, die sich seit dem Befehl des Vizekönigs Francisco de Toledo 1572 in Potosí befand. Er war bedacht, den Ertrag aus den Silberminen zu erhöhen.
Um die Städte besser gegen die fortdauernden Piratenangriffe zu schützen, ließ er um Lima und Trujillo je eine bewehrte Stadtmauer errichten.
Mit seinem Vorgänger, der ihm im Amte des Erzbischofs von Lima als Gegenpart erhalten blieb, stritt er regelmäßig um die Befugnisse der Priester und Kaplane – dabei begrenzte er die Abgaben, die die indigene Bevölkerung der Kirche zu leisten hatte, sehr zum Missfallen des Erzbischofs.
Am 20. Oktober 1687 ereignete sich in Lima ein schweres Erdbeben, bei dem über tausend Menschen starben und zahlreiche Häuser und Kirchenbauten völlig zerstört wurden.
Anfang 1689 erreichte den Vizekönig die Nachricht vom Ende seiner Amtszeit. Am 15. August 1689 übergab er die Amtsgeschäfte an seinen Nachfolger Melchor Portocarrero Lasso de la Vega, den Grafen von Monclova. Navarra musste noch ein Jahr in Lima bleiben, um die Revision seiner Amtszeit und seine förmliche Entlastung (juicio de residencia) abzuwarten. Danach reiste nach Callao, um sich von dort auf den Rückweg nach Europa zu machen. 1691 starb er auf der Reise in Portobelo im heutigen Panama an Gelbfieber.